# White Crosses
White Crosses è il quinto album discografico in studio del gruppo musicale statunitense Against Me!, pubblicato nel 2010.

## Tracce
Testi e musiche di Laura Jane Grace.
1. White Crosses – 3:36
2. I Was a Teenage Anarchist – 3:15
3. Because of the Shame – 4:21
4. Suffocation – 3:56
5. We're Breaking Up – 3:57
6. High Pressure Low – 4:13
7. Ache with Me – 3:38
8. Spanish Moss – 3:51
9. Rapid Decompression – 1:46
10. Bamboo Bones – 3:35

## Gruppo
- Tom Gabel (Laura Jane Grace) - voce, chitarra
- James Bowman - chitarra, cori
- Andrew Seward - basso, cori
- George Rebelo - batteria, cori
- Warren Oakes - batteria, cori